# 街聲
街聲（英語：StreetVoice）為中子創新所屬用户生成内容（UGC）免費線上音樂發行及社群平台，提供獨立音樂創作人交流、發表，同時讓粉絲與音樂人進行社群互動。2006年於台北市創立，創辦人為張培仁。多數華語地區的原創音樂人、素人音樂創作者習慣使用街聲發布其音樂作品、demo，利用網站分眾效果與免費資源進行推廣宣傳。
街聲為台灣免費提供音樂內容的非免費增值線上音樂內容服務平台，提供使用者自由聆聽；使用者加入會員後，得自由上傳資訊、資料、文字、音樂、音訊、照片、圖片或其他資料的「會員內容」。2017年，街聲站上有80萬會員及17萬多首原創歌曲。
此外，街声在北京市有分公司“中子力科技（北京）有限公司”，负责管理中国大陆业务。

## 歷史
1995年，張培仁創立的魔岩唱片接連打造出伍佰、陳綺貞、張震嶽、楊乃文、MC HotDog等歌手。但1998年開始，傳統唱片市場面臨數位化衝擊，銷售持續慘跌。魔岩唱片在2002年歇業。2005年，張培仁成立中子創新，打造青年創業（青創）平台，並期待為當時新世代的音樂創作者打造一個完整的生態系統，讓音樂在生活中萌芽、在現場中成長、在媒介中傳播。
2005年，張培仁即籌組街聲。2006年街聲上線，同時在台中市舉辦台客搖滾嘉年華，進行樂團徵選，吸納新團體將作品帶上街聲平台發表；張培仁也在2006年在台北市華山1914文化創意產業園區舉辦第一屆簡單生活節，邀請手作青創品牌到場設攤，拓展線上之外的平台。早期街聲網站具有網誌功能，可發布文字創作與純圖像創作內容；但2016年改版後正式移除相關功能，改為單純分享原創音樂創作的線上平台。
街聲時常舉辦各類音樂徵選活動，有長期與大專院校社團合作如輔仁大學青韻獎，也有商業合作如新光三越不插電大賽，亦曾與貢寮國際海洋音樂祭合作進行表演者徵選。
2010年張培仁找上售票平台iNDIEVOX 獨立音樂網創辦人吳柏蒼，兩人對推廣獨立音樂的理念相同。2011年街聲出資收購 iNDIEVOX，強化其現場展演售票、MP3下載的業務，吳柏蒼進而擔任街聲副總經理。但2016年吳柏蒼因街聲策略調整，理念不同而離職。

## 音樂內容
街聲網站訴求原創音樂、獨立音樂內容為主。在台灣，獨立樂團及創作人會選擇「街聲」當創作分享平台，徐佳瑩、韋禮安、謝和弦等站上主流市場的歌手也是資深會員。許多獲得金曲獎、金音創作獎肯定的音樂人或團體，也使用街聲網站發佈作品，或使用街聲資源宣傳，接觸喜愛非主流音樂的聽眾；包括早期何韻詩、頑童MJ116、蘇打綠、1976、旺福、閃靈皆在街聲上創建帳號上傳歌曲，至今依然活動的張震嶽、HUSH、蛋堡、先知瑪莉、南瓜妮歌迷俱樂部、草東沒有派對、老王樂隊，或是因為選秀節目為人熟知的傻子與白痴、李友廷等。亦有如岑寧兒、許含光等發片歌手，或是顏社、人人有功練、洗耳恭聽等唱片廠牌，上傳一部分的作品提供試聽，作為宣傳。
因為台客搖滾與魔岩唱片背景，街聲很早開始進行嘻哈風格的音樂推廣，是大量台灣嘻哈音樂創作者使用的平台，如大支、頑童MJ116、熊仔、國蛋。
街聲站上的音樂內容如實體唱片行，以「曲風（Genre）」進行分類，會員上傳音樂內容時可以自行選擇。2018 年街聲將舞曲（Dance）與電子音樂（Electronic）拆分成不同類別，總計 20 種曲風分類。其中更有支持創作共用授權條款的音樂內容。

## 文化推廣
音樂平台網站外，街聲經營包括2006年由台北市開始、現在於不同城市舉辦的「簡單生活節」，於2009年展開每月一次於台北音樂傳記音樂展演空間舉辦「The Next Big Thing 大團誕生」、2013年展開「The Next Big Thing 見證大團」系列的音樂現場視頻節目。2014年成立「Blow 吹音樂」作為華人世界第一個獨立音樂的專門資訊網站；同年亦首度於台北市花博公園舉辦 StreetVoice Park Park Carnival，透過徵選方式讓音樂創作者組隊演出，首屆有超過100組樂團參加，並延伸出特別的跨界現場表演如茄子蛋與陳平偉。
2016年張培仁表示，過去十年他嘗試在生活裡鋪墊一個自然完整的生態系統，期待創作者可以從生活中萌芽，街聲網站是提供青年音樂創作者一個分享與成長的空間，Legacy Taipei則能實現被更多人看見的機會；位於四四南村的好丘匯集創意作品，每週末舉辦市集活動直接接觸消費者與聽眾。

## 外部連結
- 九個免費且合法的線上串流音樂服務網站推薦給你! (下) （页面存档备份，存于）
- 國家圖書館 國際標準書號中心(ISRC管理中心)街聲頁面 （页面存档备份，存于）
- 【Rock Girls 專欄】StreetVoice 街聲 陸君萍 專訪 （页面存档备份，存于）
- 一場 SXSW，看見台灣文化輸出與日韓的差距 （页面存档备份，存于）
- Indie 就是力量！ 2015 StreetVoice 街聲大回顧[永久]